# Ombrone
Ombrone är en 161 km lång flod som flyter genom Toscana i Italien. Den rinner upp i Chiantibergen och har sitt utflöde i Tyrrenska havet, strax söder om staden Grosseto. På sin väg mot havet rinner floden genom kommunerna Castelnuovo Berardenga, Rapolano Terme, Asciano, Buonconvento, Murlo, Montalcino, Civitella Paganico, Cinigiano, Campagnatico, Scansano och Grosseto.